# La strada più pericolosa del mondo
La strada più pericolosa del mondo è un romanzo per ragazzi tratto da una storia vera, scritto da Luca Azzolini e pubblicato il 23 gennaio 2018 da Einaudi Ragazzi.

## Trama
Il romanzo racconta la storia vera di tre bambini (due fratelli e la loro sorella maggiore) e del viaggio rischioso e incredibile che devono compiere per andare a scuola. Nel nord del Kashmir, nella gelida valle dello Zanskar (che prende il nome dal fiume che la scava fin dalla notte dei tempi), è possibile imbattersi in alcuni villaggi dove vivono isolati pochi gruppi di pastori khampa. Uno di questi villaggi è Zangla. Qui abitano donne e uomini dall’animo nobile che vivono di allevamento, spostando verso i pascoli più sicuri intere mandrie di capre. Per casa hanno umili abitazioni di pietra, pochi averi per famiglia e, per passatempo, vecchi canti e storie raccontate davanti al focolare.
Latak e sua moglie Savita hanno trascorso molti anni in questa valle, tutta la loro esistenza, e hanno tre figli. Arun, il più piccolo e dispettoso, di soli sette anni; Waman, giudizioso e molto attaccato al fratello, che ne ha appena dieci; infine c’è Manjula, dolce e determinata, che di anni ne ha da poco compiuti dodici. Tutti e tre sono nati a Zangla, in una delle più glaciali e sperdute valli del Kashmir, nell’estremo nord fra India, Pakistan e Cina. E hanno un sogno: andare a scuola.
Zangla si erge a 4.000 metri di altezza sul versante sud della catena dell’Himalaya. Qui la neve è perenne e di notte i venti possono soffiare anche a –30° sotto zero. Le abitazioni del villaggio contano all’incirca 650 residenti: molti sono bambini in età scolare che per nove mesi l’anno studiano lontano da casa, in un collegio che dista dal villaggio ben 100 chilometri: tutti da percorrere a piedi. Non esistono strade, carreggiate o corsie praticabili in questa inospitale regione dell’India: solo la ciadar, la strada di ghiaccio che si forma quando il fiume Zanskar congela. Per questo motivo il tragitto che i bambini compiono, in cinque giorni a piedi fra intemperie e avversità, è stato riconosciuto come “il più pericoloso al mondo pur di recarsi a scuola”.
E Arun, Waman e Manjula hanno un sogno: andare a scuola. Arun vuole imparare le lingue del mondo per viaggiare e conoscerne i popoli. Waman spera invece di diventare ingegnere e creare ponti che rendano la terra un posto migliore. Manjula vuole invece diventare medico chirurgo e salvare più vite possibili. Ha un dono, diceva sua nonna, quello di saper quietare gli altri grazie al suo sguardo dolce e profondo, immenso come i laghi ghiacciati della valle del Karakorum.
C’è un solo, grande ostacolo ai sogni di tutti e tre: la strada più pericolosa del mondo… Perché la strada più pericolosa del mondo non è come tutte le altre, per certi versi è davvero la strada della vita. 

## Edizioni
- Luca Azzolini, La strada più pericolosa del mondo, Einaudi Ragazzi, 2018,  pp. 134, ISBN 9788866564331.